# Caravaca CF
Caravaca Club de Fútbol – hiszpański klub piłkarski, miał siedzibę w mieście Caravaca de la Cruz.

## Historia
Caravaca CF powstał w 1969 roku. W 2012 roku został rozwiązany z powodów ekonomicznych.

## Sezony
| Sezon   | Liga     | Miejsce | Puchar Króla |
| ------- | -------- | ------- | ------------ |
| 1964-80 | Regional | -       |              |
| 1980/81 | 3ª       | 6.      |              |
| 1982/83 | 3ª       | 7.      |              |
| 1983/84 | 3ª       | 17.     |              |
| 1984/85 | 3ª       | 14.     |              |
| 1985/86 | 3ª       | 10.     |              |
| 1986-91 | Regional | -       |              |
| 1991/92 | 3ª       | 5.      |              |
| 1992/93 | 3ª       | 2.      |              |
| 1993/94 | 3ª       | 4.      |              |
| 1994/95 | 3ª       | 5.      |              |
| 1995/96 | 3ª       | 8.      |              |
| 1996/97 | 3ª       | 5.      |              |
| 1997/98 | 3ª       | 4.      |              |

| Sezon   | Liga | Miejsce | Puchar Króla |
| ------- | ---- | ------- | ------------ |
| 1998/99 | 3ª   | 9.      |              |
| 1999/00 | 3ª   | 16.     |              |
| 2000/01 | 3ª   | 15.     |              |
| 2001/02 | 3ª   | 7.      |              |
| 2002/03 | 3ª   | 7.      |              |
| 2003/04 | 3ª   | 4.      |              |
| 2004/05 | 3ª   | 10.     |              |
| 2005/06 | 3ª   | 14.     |              |
| 2006/07 | 3ª   | 3.      |              |
| 2007/08 | 3ª   | 4.      |              |
| 2008/09 | 3ª   | 1.      |              |
| 2009/10 | 2ªB  | 11.     |              |
| 2010/11 | 2ªB  | 11.     |              |

- 2 sezonów w Segunda División B
- 24 sezony w Tercera División

## Byli piłkarze
- Fernando Obama
- Iván Zarandona
- Juan Antonio Chesa